# حظر الرموز الشيوعية
تم تقديم أو اقتراح حظر الرموز الشيوعية في عدد من البلدان كجزء من سياساتهم في فك النظام الشيوعي.

## خريطة

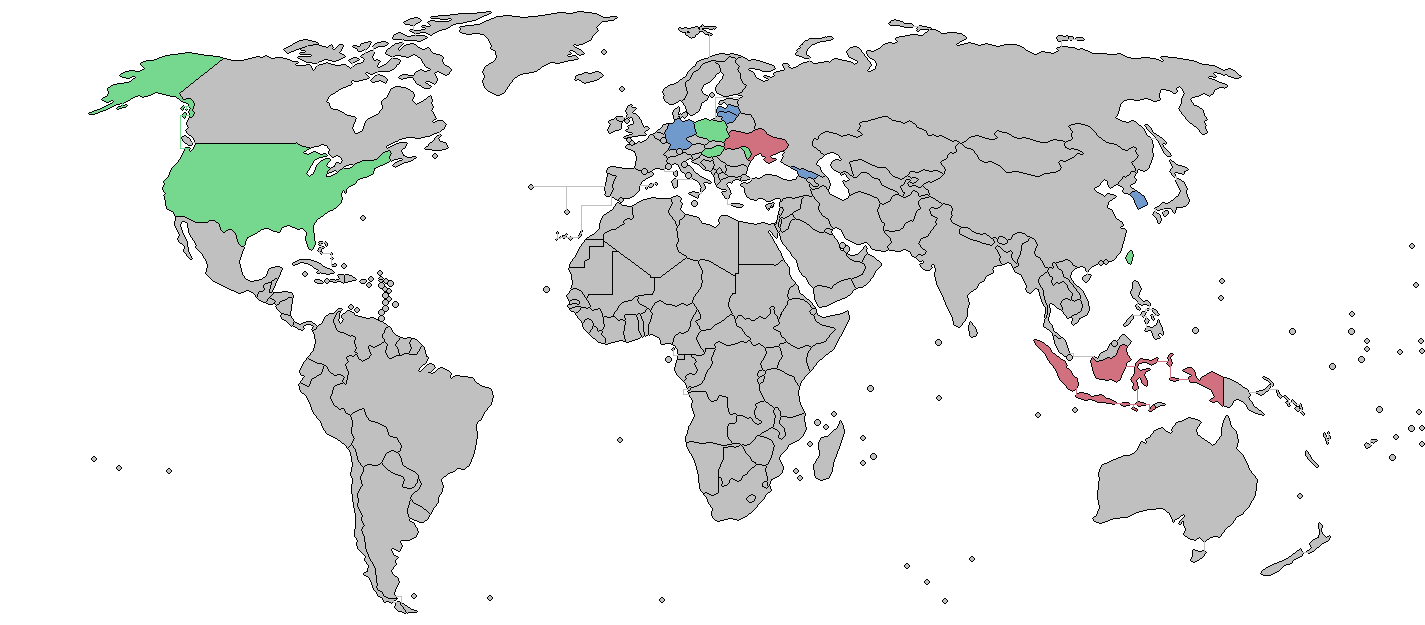
الدول التي تحظر فيها الرموز الشيوعية
البلدان التي يتم فيها حظر رموز شيوعية معينة فقط
البلدان التي كانت فيها الرموز الشيوعية محظورة سابقًا

## حسب البلد

### ألبانيا
اقترح معهد ألبانيا للجرائم الشيوعية (ICC) حظر أفلام الحقبة الشيوعية، مما أثار ردود فعل معادية من الجمهور.

### بلغاريا
في بلغاريا، صوت المشرعون في القراءة الأولى لقانون مقترح في 24 نوفمبر 2016 لجعل العرض العام للرموز الشيوعية غير قانوني. يطالب القانون، المعروف باسم «الطبيعة الإجرامية للنظام الشيوعي», بإزالة العلامات والأشياء التي تم إنشاؤها خلال النظام الشيوعي لتمجيد الحزب الشيوعي السابق وقادته من الأماكن العامة. ومع ذلك، لم يُطرح الاقتراح على الإطلاق لقراءة ثانية، ولم يوقعه رئيس بلغاريا ولم يُنشر في الجريدة الرسمية في بلغاريا، وبالتالي لم يصبح قانونًا. وانتهت الجلسة البرلمانية والدعوة التي اقترح فيها القانون في وقت لاحق، وبذلك أصبح الاقتراح ميتًا.

### كرواتيا
يتم استخدام الرموز الفاشية والشيوعية حاليًا قيد المراجعة في كرواتيا، وكان من بين المناقشات حظر النجمة الحمراء، وهو رمز استخدمه الجيش الشعبي اليوغوسلافي خلال حرب الاستقلال الكرواتية.

### جمهورية التشيك
في عام 1991, في تشيكوسلوفاكيا، تم تعديل القانون الجنائي بـ W § 260 الذي يحظر الدعاية للحركات التي قيدت حقوق الإنسان والحريات، مستشهدة بالنازية والشيوعية. في وقت لاحق تم حذف الإشارات المحددة لهذه بسبب افتقارها إلى تعريف قانوني واضح. ومع ذلك، تم الاعتراف بالقانون نفسه على أنه دستوري. ومع ذلك، في عام 2005, كان هناك التماس في جمهورية التشيك لحظر الترويج للشيوعية وفي عام 2007, كان هناك تعديل مقترح على القانون لحظر الرموز الشيوعية. كلتا المحاولتين فشلت.

### إستونيا
في أوائل عام 2007, كان ريجيكوغو يباشر مشروع قانون لتعديل قانون العقوبات لجعل الاستخدام العام للرموز السوفيتية والنازية معاقبة إذا تم استخدامها بطريقة تزعج السلم العام أو تحرض على الكراهية. لم يدخل مشروع القانون حيز التنفيذ لأنه مر فقط بالقراءة الأولى في ريجيكوغو.

### جورجيا
في جورجيا، يُحظر استخدام رموز الحقبة السوفيتية في المباني الحكومية، وكذلك عرضها في الأماكن العامة، على الرغم من أن هذا القانون نادرًا ما يتم تطبيقه من قبل السلطات. تم اقتراح حظر الرموز الشيوعية لأول مرة في عام 2010, لكنه فشل في تحديد العقوبات المطبقة. في عام 2014, كان هناك اقتراح لتعديل الحظر لإدخال معايير أكثر وضوحًا.

### ألمانيا
تم حظر علم جمهورية ألمانيا الديمقراطية (ألمانيا الشرقية) كرمز غير دستوري Spalterflagge في ألمانيا الغربية وبرلين الغربية، حيث تمت الإشارة إليه باسم Spalterflagge (العلم الانفصالي) حتى أواخر الستينيات، عندما تم رفع الحظر. لا يزال شعار وعلم الحزب الشيوعي الألماني محظورًا في البلاد بموجب المادة 86 أ من القانون الجنائي الألماني.

### هنغاريا
كان لدى المجر قانون (المادة 269 / ب من القانون الجنائي (2000)) يحظر استخدام رموز الديكتاتوريات الفاشية والشيوعية. في العام نفسه، أيدت المحكمة الدستورية القانون عندما تم الطعن فيه، مدعية أن التقييد الذي ينطوي عليه حرية التعبير له ما يبرره. في يوليو / تموز 2008, اعتبرت المحكمة الأوروبية لحقوق الإنسان الطعن المقدم من أتيلا فاجناي المتهم بارتكاب جنحة لاستخدام النجمة الحمراء وأعلنت أن القانون المجري ينتهك حرية التعبير. اعترفت المحكمة بالانتهاكات الجسيمة التي ارتكبها النظامان النازي والشيوعي؛ ومع ذلك، فقد أشارت إلى أن المجر الحديثة ديمقراطية مستقرة مع فرصة ضئيلة للديكتاتورية، وبالتالي فإن القيود المفروضة على حرية التعبير ليس لها أي مبرر في البلاد في شكل «حاجة اجتماعية واضحة وملحة ومحددة». في نهاية المطاف، تم إلغاء القانون في عام 2013 من قبل المحكمة الدستورية، مستشهدة بعدم وجود تعريف دقيق والمحكمة الأوروبية لحقوق الإنسان. في مارس 2017, قدم رئيس الوزراء فيكتور أوربان مشروع قانون يحظر البضائع التي تحتوي على رموز مثل الصليب المعقوف النازي أو النجمة الحمراء الخماسية الشيوعية، بما في ذلك تلك التي تستخدمها شركة التخمير الهولندية هاينكن.

### إندونيسيا

منشورات وأدب دعائي مناهض للشيوعية, يلوم الحزب الشيوعي الإندونيسي لكونه ممثل حركة 30 سبتمبر

تم حظر الشيوعية، جنبًا إلى جنب مع الماركسية والماركسية اللينينية، رسميًا في إندونيسيا في أعقاب محاولة الانقلاب في 30 سبتمبر وما تلاها من عمليات قتل مناهضة للشيوعية، من خلال اعتماد TAP MPRS no. 25/1966 في عام 1966 و Undang Undang no. 27/1999 في عام 1999, والتي لا تزال سارية المفعول. لا يعلن القانون صراحة حظر رموز الشيوعية، لكن الشرطة الإندونيسية كثيرًا ما تستخدم القانون لاعتقال الأشخاص الذين يعرضونها. كان بعض منتهكيها أشخاصًا ليس لديهم معرفة برموز الشيوعية، وفي هذه الحالات كثيرًا ما أطلقت السلطات سراحهم بعقوبة بسيطة فقط أو بغرامة بسيطة. يعتبر عرض مثل هذه الرموز في محاولة لنشر المثل العليا الشيوعية و / أو الماركسية اللينينية خيانة عظمى، ويمكن أن يعاقب عليها بالسجن لمدة تصل إلى 20 عامًا. هذا يجعل إندونيسيا دولة ذات سياسة صارمة للغاية مناهضة للشيوعية مقارنة بالدول الأخرى التي مارست أيضًا مناهضة الشيوعية.
لا تزال الرموز الأخرى ذات الصلة بالاشتراكية واليسارية، رغم أنها ليست محظورة رسميًا بموجب القانون (حيث ظلت الاشتراكية الديمقراطية نفسها مقبولة في البلاد), مدانة على نطاق واسع من قبل الشعب الإندونيسي وتعتبر مرتبطة ارتباطًا وثيقًا بالشيوعية بشكل عام. وتشمل هذه النجمة الحمراء، وشعارات النبالة الاشتراكية، والعلم الأحمر، والأناشيد أو الشعارات مثل الأممية و «يا عمال العالم، اتحدوا!». على الرغم من ذلك، ظلت Internationale قيد الاستخدام خلال يوم العمال العالمي.
بالإضافة إلى ذلك، منذ إنشاء نظام النظام الجديد في عام 1967, أصبحت المطرقة والمنجل وصمة عار في البلاد، والتي تشبه في حد ذاتها طريقة التعامل مع الرمزية النازية في الغرب بشكل عام. على هذا النحو، لا يزال عرض الرمز في الأماكن العامة، حتى بدون أي نوايا سياسية، يعتبر مسيئًا للغاية، خاصة بين المسلمين والمسيحيين الإندونيسيين بسبب الادعاء الواسع النطاق بالاضطهاد الديني من قبل الحزب الشيوعي الإندونيسي في السنوات التي سبقت عمليات التطهير عام 1965 .
تعد إندونيسيا من أوائل الدول في العالم التي تحظر الرموز الشيوعية، باستثناء دول المحور خلال الحرب العالمية الثانية.
في أبريل 2017, احتجزت الشرطة الإندونيسية سائحًا ماليزيًا في فندق بمدينة ماتارام لارتدائه قميصًا عليه صورة رمز المطرقة والمنجل. لم يكن السائح على علم بحظر الرموز الشيوعية في إندونيسيا. وصادرت الشرطة القميص وأطلقت سراح السائح بعد أن وجهت له إنذارا. في مايو 2018, اعتقلت الشرطة سائحًا روسيًا في بالي لعرضه لافتة انتصار سوفيتية تحتوي أيضًا على الرمز.

### لاتفيا
في يونيو 2013, وافق برلمان لاتفيا على حظر عرض الرموز السوفيتية والنازية في جميع المناسبات العامة. يشمل الحظر الأعلام والأناشيد والزي الرسمي والصليب المعقوف النازي والمطرقة والمنجل السوفياتي.

### ليتوانيا
حظرت ليتوانيا الرموز السوفيتية والنازية في عام 2008 (المادة 188 18 من قانون الجرائم الإدارية) تحت التهديد بدفع غرامة. تحظر المادة 5 من قانون الاجتماعات الاجتماعات التي تتضمن صورًا للنازية والسوفياتية. اعتبارًا من عام 2015, كانت القوانين سارية المفعول.

### مولدوفا
في عام 2009, تم اقتراح هذا الحظر في مولدوفا من قبل البرلماني أوليغ سيريبريان، ودخل القانون حيز التنفيذ في عام 2012. وجدت المحكمة الدستورية في مولدوفا أنه غير دستوري.

### بولندا
في عام 2009, تمت إضافة الفقرات من 2 إلى 4 في بولندا إلى المادة 256, التي تحظر «الرموز الفاشية أو الشيوعية أو غيرها من الرموز الشمولية» ما لم تُستخدم «كجزء من النشاط الفني أو التعليمي أو الجماعي أو الأكاديمي». في 19 يوليو 2011, وجدت المحكمة الدستورية في بولندا أن هذا الحظر غير دستوري جزئيًا بسبب انتهاك حرية التعبير. في يونيو 2017, قامت بولندا بتحديث تشريعاتها الخاصة بـ «إلغاء الاتحاد» لتشمل آثار الدعاية السوفيتية، مما أثار ردود فعل سلبية من الحكومة الروسية. ومع ذلك، لا يحظر القانون الرموز الشيوعية في بولندا.

### رومانيا
يعتبر القانون 51/1991, المادة 3. ح) بشأن الأمن القومي لرومانيا ما يلي بمثابة تهديدات للأمن القومي: «الشروع بأي شكل من الأشكال في الأعمال الشمولية أو المتطرفة لشيوعي وفاشي أو تنظيمها أو ارتكابها أو دعمها بأي شكل من الأشكال., الحارس الحديدي، أو من أي أصل آخر، للأعمال العنصرية أو المعادية للسامية أو التحريفية أو الانفصالية التي يمكن أن تعرض وحدة رومانيا وسلامتها الإقليمية للخطر بأي شكل من الأشكال، فضلاً عن التحريض على الأفعال التي يمكن أن تعرض للخطر نظام دولة يحكمها حكم القانون». ومع ذلك، لم يتم ذكر الرموز على وجه التحديد في القانون.

### كوريا الجنوبية
على غرار حظر ألمانيا الغربية على علم ألمانيا الشرقية، يُحظر علم كوريا الشمالية وعلم حزب العمال في كوريا الجنوبية كرمز غير دستوري على الرغم من وجود بعض الاستثناءات.

### تايوان (جمهورية الصين)
بموجب الأحكام المؤقتة ضد التمرد الشيوعي (1948 إلى 1991), حظر نظام الكومينتانغ العلم الأحمر ذي الخمس نجوم، على غرار حظر العلم الذي تم سنه في ألمانيا الغربية وكوريا الجنوبية، جنبًا إلى جنب مع فرع الحزب الشيوعي الصيني في مقاطعة تايوان في 1952. تم إلغاء الحظر المفروض على الأيديولوجية والرمزية الشيوعية في قانون الأمن القومي لجمهورية الصين في عام 2011.

### أوكرانيا
في أبريل 2015, أصدر البرلمان الأوكراني قانونًا يحظر الرموز الشيوعية والنازية. في وقت سابق، في عام 2012, حظرت مدينة لفيف في غرب أوكرانيا العرض العام للرموز الشيوعية. في 17 ديسمبر 2015, تم حظر جميع الأحزاب الشيوعية رسميًا في أوكرانيا. يُعاقب على الغناء أو العزف على النشيد السابق للاتحاد السوفيتي أو أي نشيد سابق للجمهوريات السوفيتية بالسجن لمدة تصل إلى خمس سنوات. في يوليو 2019, أيدت المحكمة الدستورية القانون، وساوى الشيوعية بالنازية.

### الولايات المتحدة الأمريكية
خلال الذعر الأحمر في 1919-20 في الولايات المتحدة، أصدرت العديد من الولايات قوانين تحظر عرض الأعلام الحمراء، بما في ذلك مينيسوتا وداكوتا الجنوبية وأوكلاهوما وكاليفورنيا. في قضية Stromberg v. قررت المحكمة العليا في ولاية كاليفورنيا الأمريكية أن مثل هذه القوانين غير دستورية.

## الاتحاد الأوروبي
في يناير 2005, دعا Vytautas Landsbergis, بدعم من أعضاء آخرين في البرلمان الأوروبي، مثل جوزيف زاير من المجر، إلى حظر الرموز الشيوعية في الاتحاد الأوروبي، بالإضافة إلى الرموز النازية. في فبراير 2005, رفضت المفوضية الأوروبية الدعوات إلى حظر مقترح على مستوى أوروبا للرموز النازية ليشمل الرموز الشيوعية أيضًا على أساس أنه لم يكن من المناسب التعامل مع هذه القضية في القواعد التي تهدف إلى مكافحة العنصرية. ومع ذلك، فإن هذا الرفض لم يستبعد أن يكون للدول الأعضاء قوانينها الخاصة في هذا الصدد. في ديسمبر 2010, نشرت المفوضية الأوروبية تقريرًا بعنوان «ذكرى الجرائم التي ارتكبتها الأنظمة الشمولية في أوروبا» موجهًا إلى البرلمان الأوروبي ومجلس الاتحاد الأوروبي، ذكرت فيه حظر الرموز الشيوعية من قبل بعض الدول الأعضاء. (الجمهورية التشيكية وبولندا والمجر وليتوانيا) ويخلص إلى أن «الاتحاد الأوروبي له دور يلعبه، في نطاق سلطاته في هذا المجال، للمساهمة في العمليات التي تشارك فيها الدول الأعضاء لمواجهة الإرث من الجرائم الشمولية». في سبتمبر 2019, وافق البرلمان الأوروبي على اقتراح مشترك لـ «قرار بشأن أهمية التذكر الأوروبي لمستقبل أوروبا» بأغلبية 535 صوتًا مقابل 66 ضده وامتناع 52 عن التصويت. على وجه التحديد، في النقطتين 17 و 18 من القرار، «يعرب عن القلق إزاء استمرار استخدام الرموز التي تنتمي إلى الأنظمة الشمولية في المجال العام ولأغراض تجارية», بالإضافة إلى «استمرار وجود المعالم الأثرية في الأماكن العامة في بعض الدول الأعضاء والنصب التذكارية (الحدائق والساحات والشوارع وما إلى ذلك) التي تمجد الأنظمة الشمولية، مما يمهد الطريق لتشويه الحقائق التاريخية حول عواقب الحرب العالمية الثانية ونشر النظام السياسي الشمولي».